# Нижні та верхні індекси Юнікоду

Різниця між надрядковим/підрядковим і гліфами чисельника/знаменника. У багатьох популярних шрифтах символи «верхнього і нижнього індексу» Unicode насправді є гліфами чисельника та знаменника.

Юнікод має версії ряду символів із підрядковим і надрядковим індексами, включаючи повний набір арабських цифр. Ці символи дозволяють будь-які поліноміальні, хімічні та деякі інші рівняння бути представлені у звичайному тексті без використання будь-якої форми розмітки, як-от HTML або TeX.
World Wide Web Consortium і Unicode Consortium дали рекомендації щодо вибору між використанням розмітки та використанням верхніх і нижніх індексів:
При використанні в математичному контексті (MathML) рекомендується послідовно використовувати розмітку стилю для верхніх і нижніх індексів…. Однак, коли верхній і нижній індекси повинні відображати семантичні відмінності, легше працювати з цими значеннями, закодованими в тексті, а не з розміткою, наприклад, у фонетичній або фонематичній транскрипції.

## Використання
Передбачуваним використанням коли ці символи були додані до Unicode, було дозволити хімічні та алгебрачні формули та фонетику записувати без розмітки, але створювати справжні верхні та нижні індекси. Таким чином, «H₂O» (з використанням нижнього індексу символу 2) має бути ідентичним «H2O» (з розміткою нижнього індексу).
Насправді більшість шрифтів, які містять ці символи, ігнорують визначення Юнікоду та розробляють цифри для математичних гліфів чисельника та знаменника, які менші за звичайні символи, але вирівнюються відповідно з верхньою лінією та базовою лінією. При використанні з солідусом ці гліфи корисні для створення довільних діагональних дробів (подібно до гліфа ½). Створення дробів за допомогою надрядкових/підрядкових індексів існуючого програмного забезпечення вимагає багато символів і не виглядає як відтворений дріб (приклад: 1/2), тому дизайнери шрифтів запропонували цю альтернативу. Це також робить верхній індекс корисним для порядкових індикаторів, точніше відповідаючи символам ª та º. Однак це робить їх неправильними для звичайних верхніх і нижніх індексів, і формули відображаються правильно за допомогою розмітки, а не цих символів.
Юнікод мав створювати діагональні дроби за допомогою іншого механізму, але він дуже погано підтримується. ТСлеш дробу U+2044 візуально схожий на солід, але коли він використовується зі звичайними цифрами (а не верхніми та нижніми індексами), він призначений для того, щоб повідомити системі компонування, що дріб, такий як ¾, має бути відтворено за допомогою автоматичної заміни гліфів для цифр. Деякі браузери підтримують це, але не для всіх шрифтів. Вибір шрифтів наведено в таблиці нижче.
| Символ                                                                   | Шифт              | Результат |
| ------------------------------------------------------------------------ | ----------------- | --------- |
| U+00BD ½ ВУЛЬГАРНА ФРАКЦІЯ ОДНА ПОЛОВИНА                                 | За замовчуванням  | ½         |
| U+00B9 ¹ НАДРЯДКОВИЙ ОДИН, U+002F / СОЛІДУС, U+2082 ₂ ПІДРЯДКОВИЙ ДВА    | За замовчуванням  | ¹/₂       |
| U+00B9 ¹ НАДРЯДКОВИЙ ОДИН, U+2044 ⁄ СЛЕШ ДРОБУ, U+2082 ₂ ПІДРЯДКОВИЙ ДВА | За замовчуванням  | ¹⁄₂       |
| U+0031 1 ЦИФРА ОДИН, U+2044 ⁄ СЛЕШ ДРОБУ, U+0032 2 ЦИФРА ДВА             | За замовчуванням  | 1⁄2       |
| U+0031 1 ЦИФРА ОДИН, U+2044 ⁄ СЛЕШ ДРОБУ, U+0032 2 ЦИФРА ДВА             | Andika            | 1⁄2       |
| U+0031 1 ЦИФРА ОДИН, U+2044 ⁄ СЛЕШ ДРОБУ, U+0032 2 ЦИФРА ДВА             | Arial             | 1⁄2       |
| U+0031 1 ЦИФРА ОДИН, U+2044 ⁄ СЛЕШ ДРОБУ, U+0032 2 ЦИФРА ДВА             | Cambria           | 1⁄2       |
| U+0031 1 ЦИФРА ОДИН, U+2044 ⁄ СЛЕШ ДРОБУ, U+0032 2 ЦИФРА ДВА             | Consolas          | 1⁄2       |
| U+0031 1 ЦИФРА ОДИН, U+2044 ⁄ СЛЕШ ДРОБУ, U+0032 2 ЦИФРА ДВА             | Times New Roman   | 1⁄2       |
| U+0031 1 ЦИФРА ОДИН, U+2044 ⁄ СЛЕШ ДРОБУ, U+0032 2 ЦИФРА ДВА             | FiraGO            | 1⁄2       |
| U+0031 1 ЦИФРА ОДИН, U+2044 ⁄ СЛЕШ ДРОБУ, U+0032 2 ЦИФРА ДВА             | EB Garamond       | 1⁄2       |
| U+0031 1 ЦИФРА ОДИН, U+2044 ⁄ СЛЕШ ДРОБУ, U+0032 2 ЦИФРА ДВА             | Cantarell         | 1⁄2       |
| U+0031 1 ЦИФРА ОДИН, U+2044 ⁄ СЛЕШ ДРОБУ, U+0032 2 ЦИФРА ДВА             | Lato              | 1⁄2       |
| U+0031 1 ЦИФРА ОДИН, U+2044 ⁄ СЛЕШ ДРОБУ, U+0032 2 ЦИФРА ДВА             | Linux Libertine O | 1⁄2       |
| U+0031 1 ЦИФРА ОДИН, U+2044 ⁄ СЛЕШ ДРОБУ, U+0032 2 ЦИФРА ДВА             | Nimbus Roman      | 1⁄2       |
| U+0031 1 ЦИФРА ОДИН, U+2044 ⁄ СЛЕШ ДРОБУ, U+0032 2 ЦИФРА ДВА             | Ubuntu            | 1⁄2       |
| Yrsa                                                                     | 1⁄2               |           |

## Блок верхніх і нижніх індексів
Найпоширеніші цифри верхнього індексу (1, 2 і 3) були в ISO 8859-1 і тому були перенесені на ці позиції в діапазоні Latin-1 Unicode. Решта були розміщені у спеціальному розділі Юнікоду від U+2070 до U+209F. Дві таблиці нижче показують ці символи. Кожному верхньому або нижньому індексу передує звичайний x, щоб показати нижній/верхній індекс. Таблиця ліворуч містить фактичні символи Юнікоду; праворуч містить еквіваленти з використанням розмітки HTML для нижнього або верхнього індексу
|        | 0  | 1  | 2  | 3  | 4  | 5  | 6  | 7  | 8  | 9  | A  | B  | C  | D  | E  | F  |
| ------ | -- | -- | -- | -- | -- | -- | -- | -- | -- | -- | -- | -- | -- | -- | -- | -- |
| U+00Bx |    |    | x² | x³ |    |    |    |    |    | x¹ |    |    |    |    |    |    |
| U+207x | x⁰ | xⁱ |    |    | x⁴ | x⁵ | x⁶ | x⁷ | x⁸ | x⁹ | x⁺ | x⁻ | x⁼ | x⁽ | x⁾ | xⁿ |
| U+208x | x₀ | x₁ | x₂ | x₃ | x₄ | x₅ | x₆ | x₇ | x₈ | x₉ | x₊ | x₋ | x₌ | x₍ | x₎ |    |
| U+209x | xₐ | xₑ | xₒ | xₓ | xₔ | xₕ | xₖ | xₗ | xₘ | xₙ | xₚ | xₛ | xₜ |    |    |    |

|        | 0  | 1  | 2  | 3  | 4  | 5  | 6  | 7  | 8  | 9  | A  | B  | C  | D  | E  | F  |
| ------ | -- | -- | -- | -- | -- | -- | -- | -- | -- | -- | -- | -- | -- | -- | -- | -- |
| U+00Bx |    |    | x2 | x3 |    |    |    |    |    | x1 |    |    |    |    |    |    |
| U+207x | x0 | xi |    |    | x4 | x5 | x6 | x7 | x8 | x9 | x+ | x− | x= | x( | x) | xn |
| U+208x | x0 | x1 | x2 | x3 | x4 | x5 | x6 | x7 | x8 | x9 | x+ | x− | x= | x( | x) |    |
| U+209x | xa | xe | xo | x  | xə | xh | xk | xl | xm | xn | xp | xs | xt |    |    |    |

## Інші надрядкові та підрядкові символи
Юнікод версії 15.0 також містить символи нижнього та верхнього індексу, які призначені для семантичного використання, у таких блоках:
Верхній індекс
- Додатковий блок Latin-1 Supplement містить порядкові показники[en] жіночого та чоловічого роду ª та º.
- Блок Latin Extended-C містить один додатковий верхній індекс, ⱽ.
- блок Latin Extended-D містить п’ять верхніх індексів: ꝰ ꟸ ꟹ ꟲ ꟳ.
- блок Latin Extended-E містить п’ять верхніх індексів: ꭜ ꭝ ꭞ ꭟ ꭩ.
- блок Latin Extended-F повністю складається з верхніх індексів.
- У блоці Spacing Modifier Letters є літери та символи з верхнім індексом, які використовуються для фонетичної транскрипції: ʰ ʱ ʲ ʳ ʴ ʵ ʶ ʷ ʸ ˀ ˁ ˠ ˡ ˢ ˣ ˤ.
- Блок Phonetic Extensions має кілька суперскриптованих букв і символів: Latin/IPA ᴬ ᴭ ᴮ ᴯ ᴰ ᴱ ᴲ ᴳ ᴴ ᴵ ᴶ ᴷ ᴸ ᴹ ᴺ ᴻ ᴼ ᴽ ᴾ ᴿ ᵀ ᵁ ᵂ ᵃ ᵄ ᵅ ᵆ ᵇ ᵈ ᵉ ᵊ ᵋ ᵌ ᵍ ᵎ ᵏ ᵐ ᵑ ᵒ ᵓ ᵔ ᵕ ᵖ ᵗ ᵘ ᵙ ᵚ ᵛ ᵜ, грецька ᵝ ᵞ ᵟ ᵠ ᵡ, кирилиця ᵸ, інші Вони призначені для позначення вторинної артикуляції.
- блок Phonetic Extensions Supplement має ще кілька: Latin/IPA ᶛ ᶜ ᶝ ᶞ ᶟ ᶠ ᶡ ᶢ ᶣ ᶤ ᶥ ᶦ ᶧ ᶨ ᶩ ᶪ ᶫ ᶬ ᶭ ᶮ ᶯ ᶰ ᶱ ᶲ ᶳ ᶴ ᶵ ᶶ ᶷ ᶸ ᶹ ᶺ ᶻ ᶼ ᶽ ᶾ, грецька ᶿ.
- блок Cyrillic Extended-B містить два кириличні верхні індекси: ꚜ ꚝ.
- Блок Розширена кирилиця D[en] містить багато кириличних верхніх індексів (із підтримуючих шрифтів — Unifont Upper[7]): 𞀰 𞀱 𞀲 𞀳 𞀷 𞀵 𞀶 𞀷 𞀸 𞀹 𞀺 𞀻 𞀼 𞀽 𞀾 𞀿 𞁀 𞁁 𞁂 𞁃 𞁄 𞁅 𞁆 𞁇 𞁈 𞁉 𞁊 𞁋 𞁌 𞁍 𞁎 𞁏 𞁐 𞁫 𞁬 𞁭.
- блок Georgian (Unicode block) містить одну літеру Мхедрулі з верхнім індексом: ჼ.
- Блок Kanbun (Unicode block) містить символи анотації з верхнім індексом, які використовуються в японських копіях класичних китайських текстів: ㆒ ㆓ ㆔ ㆕ ㆖ ㆗ ㆘ ㆙ ㆚ ㆛ ㆜ ㆝ ㆞ ㆟.
- Блок Tifinagh має одну надрядкову літеру: ⵯ.
- блок Unified Canadian Aboriginal Syllabics та її розширення містять кілька літер, які здебільшого складаються лише з приголосних, для позначення коду складу, що називається фіналами, а також деякі символи, які вказують на середній склад, відомий як медіали:: Основний блок ᐜ ᐝ ᐞ ᐟ ᐠ ᐡ ᐢ ᐣ ᐤ ᐥ ᐦ ᐧ ᐨ ᐩ ᐪ ᑉ ᑊ ᑋ ᒃ ᒄ ᒡ ᒢ ᒻ ᒼ ᒽ ᒾ ᓐ ᓑ ᓒ ᓪ ᓫ ᔅ ᔆ ᔇ ᔈ ᔉ ᔊ ᔋ ᔥ ᔾ ᔿ ᕀ ᕁ ᕐ ᕑ ᕝ ᕪ ᕻ ᕯ ᕽ ᖅ ᖕ ᖖ ᖟ ᖦ ᖮ ᗮ ᘁ ᙆ ᙇ ᙚ ᙾ ᙿ; Розширений блок: ᣔ ᣕ ᣖ ᣗ ᣘ ᣙ ᣚ ᣛ ᣜ ᣝ ᣞ ᣟ ᣳ ᣴ ᣵ.

Комбінування верхнього індексу
- Комбінований блок діакритичних знаків містить середньовічні діакритичні знаки верхнього індексу. Ці літери написані безпосередньо над іншими літерами, які зустрічаються в середньовічних германських рукописах, тому ці гліфи не містять пробілів, наприклад uͤ. Вони показані тут над заповнювачем із пунктирним колом ◌: ◌ͣ ◌ͤ ◌ͥ ◌ͦ ◌ͧ ◌ͨ ◌ͩ ◌ͪ ◌ͫ ◌ͬ ◌ͭ ◌ͮ ◌ͯ.
- Комбінований розширений блок діакритичних знаків містить дві комбіновані літери для лінгвістичної транскрипції шотландської мови: ◌ᪿ ◌ᫀ.
- Блок додатків із комбінованими діакритичними знаками містить додаткові середньовічні діакритичні знаки верхнього індексу, достатні для завершення базового малого регістру латинського алфавіту, за винятком j, q та y, кількох малих великих і лігатур (ae, ao, av), а також додаткові літери: ◌ᷓ ◌ᷔ ◌ᷕ ◌ᷖ ◌ᷗ ◌ᷘ ◌ᷙ ◌ᷚ ◌ᷛ ◌ᷜ ◌ᷝ ◌ᷞ ◌ᷟ ◌ᷠ ◌ᷡ ◌ᷢ ◌ᷣ ◌ᷤ ◌ᷥ ◌ᷦ ◌ᷧ ◌ᷨ ◌ᷩ ◌ᷪ ◌ᷫ ◌ᷬ ◌ᷭ ◌ᷮ ◌ᷯ ◌ᷰ ◌ᷱ ◌ᷲ ◌ᷳ ◌ᷴ.
- Блоки кирилиці Extended-A і -B містять кілька середньовічних діакритичних літер верхнього індексу, достатніх для завершення базового малого кириличного алфавіту, який використовується в церковнослов’янських текстах, також включає додаткову лігатуру: ◌ⷠ ◌ⷡ ◌ⷢ ◌ⷣ ◌ⷤ ◌ⷥ ◌ⷦ ◌ⷧ ◌ⷨ ◌ⷩ ◌ⷪ ◌ⷫ ◌ⷬ ◌ⷭ ◌ⷮ ◌ⷯ ◌ⷰ ◌ⷱ ◌ⷲ ◌ⷳ ◌ⷴ ◌ⷵ ◌ⷶ ◌ⷷ ◌ⷸ ◌ⷹ ◌ⷺ ◌ⷻ ◌ⷼ ◌ⷽ ◌ⷾ ◌ⷿ ◌ꙴ ◌ꙵ ◌ꙶ ◌ꙷ ◌ꙸ ◌ꙹ ◌ꙺ ◌ꙻ ◌ꚞ ◌ꚟ.

Підрядковий
- Латинський блок Extended-C містить один додатковий індекс ⱼ.
- Блок фонетичних розширень містить кілька підписаних літер і символів: латиниця/IPA ᵢ ᵣ ᵤ ᵥ та грецька ᵦ ᵧ ᵨ ᵩ ᵪ.

Об'єднання нижнього індексу
- Блок доповнення до діакритичних знаків містить комбінований нижній індекс: ◌᷊.

## Латинські, грецькі та кириличні таблиці
Консолідований стандарт Юнікод містить версії верхнього та нижнього індексів підмножини латинських, грецьких і кириличних літер. Тут вони розташовані в алфавітному порядку для порівняння (або для зручності копіювання та вставлення). Оскільки ці символи відображаються в різних діапазонах (блоках) Юнікоду, вони можуть не мати однакового розміру чи позиції через заміну шрифту в браузері. Затінені клітинки позначають малі великі літери, які не дуже відрізняються від мінускул, і грецькі літери, які неможливо відрізнити від латинських, і тому не очікується, що вони будуть підтримуватися Юнікодом.
|                          | A | B | C | D | E | F | G | H | I | J | K | L | M | N | O | P | Q | R | S | T | U | V | W | X | Y | Z |
| ------------------------ | - | - | - | - | - | - | - | - | - | - | - | - | - | - | - | - | - | - | - | - | - | - | - | - | - | - |
| Верхній індекс великий   | ᴬ | ᴮ | ꟲ | ᴰ | ᴱ | ꟳ | ᴳ | ᴴ | ᴵ | ᴶ | ᴷ | ᴸ | ᴹ | ᴺ | ᴼ | ᴾ | ꟴ | ᴿ | * | ᵀ | ᵁ | ⱽ | ᵂ |   |   |   |
| Верхній індекс маленький | * | 𐞄 |   | * | * |   | 𐞒 | 𐞖 | ᶦ |   |   | ᶫ |   | ᶰ |   | * |   | 𐞪 |   |   | ᶸ |   |   |   | 𐞲 |   |
| Верхній індекс мінускул  | ᵃ | ᵇ | ᶜ | ᵈ | ᵉ | ᶠ | ᵍ | ʰ | ⁱ | ʲ | ᵏ | ˡ | ᵐ | ⁿ | ᵒ | ᵖ | 𐞥 | ʳ | ˢ | ᵗ | ᵘ | ᵛ | ʷ | ˣ | ʸ | ᶻ |
| Верхній індекс маленький |   |   |   |   |   |   | ◌ᷛ |   |   |   |   | ◌ᷞ | ◌ᷟ | ◌ᷡ |   |   |   | ◌ᷢ |   |   |   |   |   |   |   |   |
| Надрядковий мініскул     | ◌ͣ | ◌ᷨ | ◌ͨ | ◌ͩ | ◌ͤ | ◌ᷫ | ◌ᷚ | ◌ͪ | ◌ͥ |   | ◌ᷜ | ◌ᷝ | ◌ͫ | ◌ᷠ | ◌ͦ | ◌ᷮ |   | ◌ͬ | ◌ᷤ | ◌ͭ | ◌ͧ | ◌ͮ | ◌ᷱ | ◌ͯ |   | ◌ᷦ |
| Підрядковий мінус        | ₐ |   |   |   | ₑ |   |   | ₕ | ᵢ | ⱼ | ₖ | ₗ | ₘ | ₙ | ₒ | ₚ |   | ᵣ | ₛ | ₜ | ᵤ | ᵥ | * | ₓ | * | * |
| Підрядковий мінус        |   |   |   |   |   |   |   |   |   |   |   |   |   |   |   |   |   | ◌᷊ |   |   |   |   | ◌ᪿ |   |   |   |

|                       | Æ | Ƀ | Ǝ | Ə | Ŋ |
| --------------------- | - | - | - | - | - |
| Superscript capital   | ᴭ | ᴯ | ᴲ |   | ᴻ |
| Superscript minuscule | 𐞃 | * |   | ᵊ | ᵑ |
| Overscript minuscule  | ◌ᷔ |   |   | ◌ᷪ |   |
| Subscript minuscule   |   |   |   | ₔ |   |

- Superscript versions of S, of petite capital A, D, E and P, of ƀ, and subscript versions of w, y and z have been accepted for a future version of the Unicode Standard.[6]

|                         | Α | Β | Γ | Δ | Ε   | Ζ | Η | Θ | І   | Κ | Λ | Μ | Ν | Ξ | Ο | Π | Ρ | Σ | Τ | Υ   | Φ | Χ | Ψ | Ω |
| ----------------------- | - | - | - | - | --- | - | - | - | --- | - | - | - | - | - | - | - | - | - | - | --- | - | - | - | - |
| Верхній індекс мінускул |   | ᵝ | ᵞ | ᵟ | ⁽ᵋ⁾ |   |   | ᶿ | ⁽ᶥ⁾ |   |   |   |   |   |   |   |   |   |   | ⁽ᶹ⁾ | ᵠ | ᵡ | * | * |
| Надрядковий мініскул    |   | ◌ᷩ |   |   |     |   |   |   |     |   |   |   |   |   |   |   |   |   |   |     |   |   |   |   |
| Підрядковий мінус       |   | ᵦ | ᵧ |   |     |   |   |   |     |   |   |   |   |   |   |   | ᵨ |   |   |     | ᵩ | ᵪ |   |   |

- Superscript versions of Greek psi and omega have been accepted for a future version of the Unicode Standard.[6]

(Верхній індекс ɩ ᶅ ƫ ɷ, які більше не є IPA, є ⟨ᶥ ᶪ ᶵ 𐞤⟩.)
|                | А | Ә | Б | В | Г | Ґ | Д | Е | Є | Ж | З | Ѕ | Ꚉ | И | І | Ї | Ј | К | Л | М | Н | О | Ө | П | Р | С | Ҫ |
| -------------- | - | - | - | - | - | - | - | - | - | - | - | - | - | - | - | - | - | - | - | - | - | - | - | - | - | - | - |
| Верхній індекс | 𞀰 | 𞁋 | 𞀱 | 𞀲 | 𞀳 |   | 𞀴 | 𞀵 |   | 𞀶 | 𞀷 |   | 𞁊 | 𞀸 | 𞁌 |   | 𞁍 | 𞀹 | 𞀺 | 𞀻 | ᵸ | 𞀼 | 𞁎 | 𞀽 | 𞀾 | 𞀿 | 𞁫 |
| Надпис         | ◌ⷶ |   | ◌ⷠ | ◌ⷡ | ◌ⷢ |   | ◌ⷣ | ◌ⷷ | ◌ꙴ | ◌ⷤ | ◌ⷥ |   |   | ◌ꙵ | ◌𞂏 | ◌ꙶ |   | ◌ⷦ | ◌ⷧ | ◌ⷨ | ◌ⷩ | ◌ⷪ |   | ◌ⷫ | ◌ⷬ | ◌ⷭ |   |
| Підрядковий    | 𞁑 |   | 𞁒 | 𞁓 | 𞁔 | 𞁧 | 𞁕 | 𞁖 |   | 𞁗 | 𞁘 | 𞁩 |   | 𞁙 | 𞁨 |   |   | 𞁚 | 𞁛 |   |   | 𞁜 |   | 𞁝 |   | 𞁞 |   |
|                |   |   |   |   |   |   |   |   |   |   |   |   |   |   |   |   |   |   |   |   |   |   |   |   |   |   |   |
|                | Т | У | Ү | Ұ | Ꙋ | Ф | Х | Ѡ | Ц | Ч | Џ | Ш | Щ | Ъ | Ꙑ | Ы | Ь | Ѣ | Э | Ю | Ꙗ | Ѥ | Ѧ | Ѫ | Ѭ | Ѳ | Ӏ |
| Верхній індекс | 𞁀 | 𞁁 | 𞁏 | 𞁭 |   | 𞁂 | 𞁃 |   | 𞁄 | 𞁅 |   | 𞁆 |   | ꚜ | 𞁬 | 𞁇 | ꚝ |   | 𞁈 | 𞁉 |   |   |   |   |   |   | 𞁐 |
| Надпис         | ◌ⷮ | ◌ꙷ |   |   | ◌ⷹ | ◌ꚞ | ◌ⷯ | ◌ꙻ | ◌ⷰ | ◌ⷱ |   | ◌ⷲ | ◌ⷳ | ◌ꙸ |   | ◌ꙹ | ◌ꙺ | ◌ⷺ |   | ◌ⷻ | ◌ⷼ | ◌ꚟ | ◌ⷽ | ◌ⷾ | ◌ⷿ | ◌ⷴ |   |
| Підрядковий    |   | 𞁟 |   |   |   | 𞁠 | 𞁡 |   | 𞁢 | 𞁣 | 𞁪 | 𞁤 |   | 𞁥 |   | 𞁦 |   |   |   |   |   |   |   |   |   |   |   |

Багато з цих символів були опубліковані в Unicode 15 у 2022 році.

### Superscript IPA
The Latin Extended-F block was created for the remaining superscript IPA letters. They are supported by the free Gentium Plus and Andika fonts. Additional superscript characters for historical and para-IPA letters have been accepted for future versions of the Unicode Standard.

#### Consonant letters
The Unicode characters for superscript (modifier) IPA and extIPA consonant letters are as follows. The entire Latin Extended-F block is dedicated to superscript IPA. Characters for sounds with secondary articulation are set off in parentheses and placed below the base letters.
|                       | Bilabial  | Bilabial  | Labiodental | Labiodental | Dental   | Dental   | Alveolar              | Alveolar              | Postalveolar          | Postalveolar          | Retroflex     | Retroflex     | Palatal         | Palatal             | Velar                | Velar               | Uvular    | Uvular    | Pharyngeal            | Pharyngeal | Glottal      | Glottal  |
| --------------------- | --------- | --------- | ----------- | ----------- | -------- | -------- | --------------------- | --------------------- | --------------------- | --------------------- | ------------- | ------------- | --------------- | ------------------- | -------------------- | ------------------- | --------- | --------- | --------------------- | ---------- | ------------ | -------- |
| Nasal                 |           | m ᵐ 1D50  |             | ɱ ᶬ 1DAC    |          |          |                       | n ⁿ 207F (ᶇ)          |                       | (ȵ)                   |               | ɳ ᶯ 1DAF      |                 | ɲ ᶮ 1DAE            |                      | ŋ ᵑ 1D51            |           | ɴ ᶰ 1DB0  |                       |            |              |          |
| Plosive               | p ᵖ 1D56  | b ᵇ 1D47  |             |             |          |          | t ᵗ 1D57 (ƫ ᶵ) 1DB5   | d ᵈ 1D48 (ᶁ)          | (ȶ)                   | (ȡ)                   | ʈ 𐞯 107AF     | ɖ 𐞋 1078B     | c ᶜ 1D9C        | ɟ ᶡ 1DA1            | k ᵏ 1D4F             | ɡ ᶢ/g ᵍ 1DA2/1D4D   | q 𐞥 107A5 | ɢ 𐞒 10792 | ʡ 𐞳 107B3             | ʡ 𐞳 107B3  | ʔ ˀ 02C0     | ʔ ˀ 02C0 |
| Affricate             |           |           |             |             |          |          | ʦ 𐞬 107AC             | ʣ 𐞇 10787             | ʧ 𐞮 107AE (ʨ 𐞫) 107AB | ʤ 𐞊 1078A (ʥ 𐞉) 10789 | ꭧ 𐞭 107AD (𝼜) | ꭦ 𐞈 10788 (𝼙) |                 |                     |                      |                     |           |           |                       |            |              |          |
| Fricative             | ɸ ᶲ 1DB2  | β ᵝ 1D5D  | f ᶠ 1DA0    | v ᵛ 1D5B    | θ ᶿ 1DBF | ð ᶞ 1D9E | s ˢ 02E2 (ᶊ)          | z ᶻ 1DBB (ᶎ)          | ʃ ᶴ 1DB4 (ɕ ᶝ) 1D9D   | ʒ ᶾ 1DBE (ʑ ᶽ) 1DBD   | ʂ ᶳ 1DB3 (ᶘ)  | ʐ ᶼ 1DBC (ᶚ)  | ç ᶜ̧ 1D9C + 0327 | ʝ ᶨ 1DA8            | x ˣ 02E3 (ɧ 𐞗) 10797 | ɣ ˠ 02E0            | χ ᵡ 1D61  | ʁ ʶ 02B6  | ħ 𐞕 10795 (ʩ 𐞐) 10790 | ʕ ˤ 02E4   | h ʰ 02B0 (ꞕ) | ɦ ʱ 02B1 |
| Approximant           |           |           |             | ʋ ᶹ 1DB9    |          |          |                       | ɹ ʴ 02B4              |                       |                       |               | ɻ ʵ 02B5      |                 | j ʲ 02B2 (ɥ ᶣ) 1DA3 | (ʍ ꭩ) AB69           | ɰ ᶭ 1DAD (w ʷ) 02B7 |           |           |                       |            |              |          |
| Tap/flap              |           |           |             | ⱱ 𐞰 107B0   |          |          |                       | ɾ 𐞩 107A9             |                       |                       |               | ɽ 𐞨 107A8     |                 |                     |                      |                     |           |           |                       |            |              |          |
| Trill                 |           | ʙ 𐞄 10784 |             |             |          |          |                       | r ʳ 02B3              |                       |                       |               |               |                 |                     |                      |                     |           | ʀ 𐞪 107AA | ʜ 𐞖 10796             | ʢ 𐞴 107B4  |              |          |
| Lateral fricative     |           |           |             |             |          |          | ɬ 𐞛 1079B (ʪ 𐞙) 10799 | ɮ 𐞞 1079E (ʫ 𐞚) 1079A |                       |                       | ꞎ 𐞝 1079D     | 𝼅 𐞟 1079F     | 𝼆 𐞡 107A1       |                     | 𝼄 𐞜 1079C            |                     |           |           |                       |            |              |          |
| Lateral approximant   |           |           |             |             |          |          |                       | l ˡ 02E1 (ᶅ ᶪ) 1DAA   |                       | (ȴ)                   |               | ɭ ᶩ 1DA9      |                 | ʎ 𐞠 107A0           |                      | ʟ ᶫ 1DAB (ɫ ꭞ) AB5E |           |           |                       |            |              |          |
| Lateral tap/flap      |           |           |             |             |          |          |                       | ɺ 𐞦 107A6             |                       |                       |               | 𝼈 𐞧 107A7     |                 |                     |                      |                     |           |           |                       |            |              |          |
| Implosive             | ƥ         | ɓ 𐞅 10785 |             |             |          |          | ƭ                     | ɗ 𐞌 1078C             |                       |                       | 𝼉             | ᶑ 𐞍 1078D     | ƈ               | ʄ 𐞘 10798           | ƙ                    | ɠ 𐞓 10793           | ʠ         | ʛ 𐞔 10794 |                       |            |              |          |
| Click release         | ʘ 𐞵 107B5 | ɋ         | ǀ 𐞶 107B6   | ʇ           | ǃ ꜝ A71D | ʗ        |                       |                       | 𝼊 𐞹 107B9             | ψ                     | ǂ 𐞸 107B8     | 𝼋             | (ʞ)             | (ʞ)                 |                      |                     |           |           |                       |            |              |          |
| Lateral click release |           |           |             |             |          |          | ǁ 𐞷 107B7             | ʖ                     |                       |                       |               |               |                 |                     |                      |                     |           |           |                       |            |              |          |
| Percussive            |           |           |             |             |          |          | ¡ ꜞ A71E              | ¡ ꜞ A71E              |                       |                       |               |               |                 |                     |                      |                     |           |           |                       |            |              |          |

#### Vowel letters
The Unicode characters for superscript (modifier) IPA vowel letters, plus a pair of extended letters ᵻ ᵿ found in English dictionaries, are as follows. Recently retired alternative letters such as ɩ ɷ are also supported; they are set off in parentheses and placed below the standard IPA letters:
|            | Front               | Front     | Central             | Central   | Back      | Back                 |
| ---------- | ------------------- | --------- | ------------------- | --------- | --------- | -------------------- |
| Close      | i ⁱ 2071            | y ʸ 02B8  | ɨ ᶤ 1DA4            | ʉ ᶶ 1DB6  | ɯ ᵚ 1D5A  | u ᵘ 1D58             |
| Near-close | ɪ ᶦ 1DA6 (ɩ ᶥ) 1DA5 | ʏ 𐞲 107B2 | (ᵻ ᶧ) 1DA7          | (ᵿ)       | (ω)       | ʊ ᶷ 1DB7 (ɷ 𐞤) 107A4 |
| Close-mid  | e ᵉ 1D49            | ø 𐞢 107A2 | ɘ 𐞎 1078E           | ɵ ᶱ 1DB1  | ɤ 𐞑 10791 | o ᵒ 1D52             |
| Mid        |                     |           | ə ᵊ 1D4A            | ə ᵊ 1D4A  |           |                      |
| Open-mid   | ɛ ᵋ 1D4B            | œ ꟹ A7F9  | ɜ ᶟ 1D9F (ᴈ ᵌ) 1D4C | ɞ 𐞏 1078F | ʌ ᶺ 1DBA  | ɔ ᵓ 1D53             |
| Near-open  | a ᵃ 1D43            | æ 𐞃 10783 | ɶ 𐞣 107A3           | ɐ ᵄ 1D44  | ɑ ᵅ 1D45  | ɒ ᶛ 1D9B             |

| Верхній індекс | Дивіться надрядкові літери IPA | Дивіться надрядкові літери IPA | Дивіться надрядкові літери IPA | Дивіться надрядкові літери IPA | Дивіться надрядкові літери IPA | Дивіться надрядкові літери IPA | Дивіться надрядкові літери IPA | Дивіться надрядкові літери IPA | Дивіться надрядкові літери IPA | Дивіться надрядкові літери IPA | Дивіться надрядкові літери IPA |
| Надпис         | ◌ᷧ                              | ◌ᷔ                              | ◌ᷗ                              | ◌ᷙ                              | ◌ᷪ                              | ◌ᷯ                              |                                | ◌̉                              |                                |                                |                                |
| Підрядковий    |                                |                                |                                |                                | ₔ                              |                                |                                |                                |                                |                                |                                |
| Нижній індекс  |                                |                                |                                |                                |                                |                                | ◌ᫀ                              |                                |                                |                                |                                |

## Складені символи
Перш за все для сумісності з попередніми наборами символів, Юнікод містить ряд символів, які утворюють верхній та нижній індекси з іншими символами. У більшості шрифтів вони відображаються набагато краще, ніж спроби створити ці символи з наведених вище символів або за допомогою розмітки.
- Додатковий блок Latin-1 містить попередньо складені дроби ½, ¼ та ¾. У цьому блоці також є знаки авторського права © та зареєстрованих торгових марок ®.
- Блок загальної пунктуації містить знак проміле ‰ і знак десятитисячного ‱, а базова латиниця має знак відсотка %.
- Блок форм чисел містить кілька попередньо складених дробів:: ⅐ ⅑ ⅒ ⅓ ⅔ ⅕ ⅖ ⅗ ⅘ ⅙ ⅚ ⅛ ⅜ ⅝ ⅞ ⅟ ↉.
- Блок буквоподібних символів містить кілька символів, що складаються з нижніх і верхніх індексів: ℀ ℁ ℅ ℆ № ℠ ™ ⅍.
- Закритий буквено-цифровий додатковий блок містить три надрядкові абревіатури 🅪 🅫 🅬: MC для marque de commerce (торговельна марка), MD for marque déposée (зареєстрована торгова марка), обидва використовуються в Канаді; MR для marca registrada (registered trademark) в іспаномовних та португаломовних країнах[11].
- Блок «Різні технічні відомості» має один додатковий індекс, нижній індекс 10 (⏨), для цілей наукового позначення.
- Уніфікована силабіка канадських аборигенів та її розширені блоки містять кілька літер, складених із літерами надрядкових знаків для позначення розширених звукових значень: Основний блок ᐂ ᐫ ᐬ ᐭ ᐮ ᐰ ᑍ ᑧ ᑨ ᑩ ᑪ ᑬ ᒅ ᒆ ᒇ ᒈ ᒊ ᒤ ᓁ ᓔ ᓮ ᔌ ᔍ ᔎ ᔏ ᔧ ᕅ ᕔ ᕿ ᖀ ᖁ ᖂ ᖃ ᖄ ᖎ ᖏ ᖐ ᖑ ᖒ ᖓ ᖔ ᙯ ᙰ ᙱ ᙲ ᙳ ᙴ ᙵ ᙶ, Розширений блок ᢰ ᢱ ᢲ ᢳ ᢴ ᢵ ᢶ ᢷ ᢸ ᢹ ᢺ ᢻ ᢼ ᢽ ᢾ ᢿ ᣀ ᣁ ᣂ ᣃ ᣄ ᣅ.